# Melanogryllus
A Melanogryllus a valódi tücskök rendszertani családjának egyik neme. Az ide tartozó fajok Eurázsiában (az Ibériai-félszigettől Tajvanig) és Észak-Afrikában élnek.

## Fajok
A genusba 6 faj tartozik. Magyarországon a fekete tücsök képviseli.
1. Melanogryllus afghan Chopard, 1968
2. Melanogryllus bilineatus Yang & Yang, 1994
3. Melanogryllus carmichaeli (Chopard, 1928)
4. Melanogryllus chopardi Bey-Bienko, 1968
5. Melanogryllus conscitus (Walker, 1869)
6. Melanogryllus desertus (Pallas, 1771) - fekete tücsök (típusfaj)